# Motorsport i Spanien
Spanien är ett land med starka traditioner inom motorsport, och speciellt roadracing, som anses vara landets näst mest populära sport.

## Spaniens Grand Prix

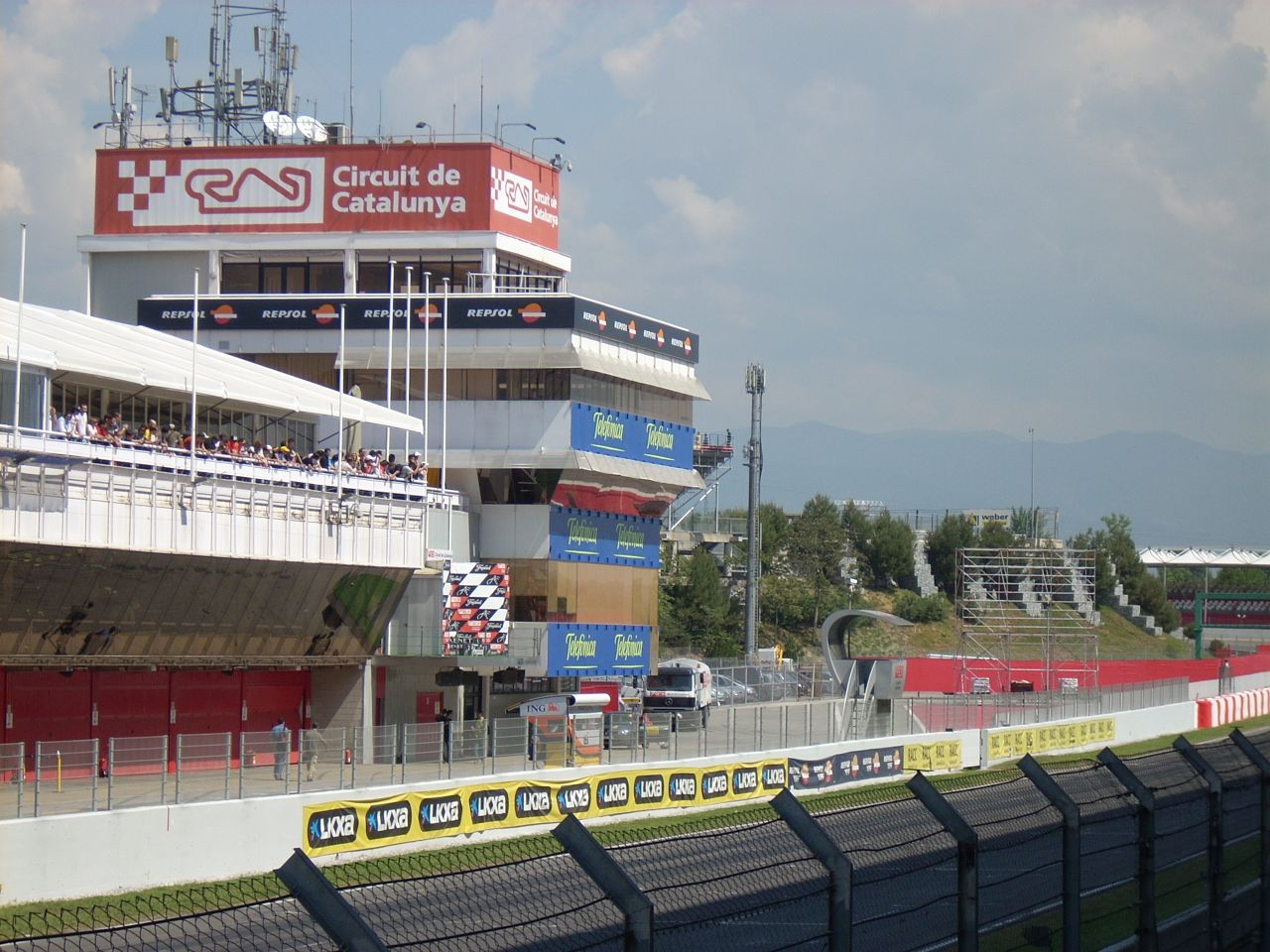
Circuit de Catalunya har arrangerat Spaniens Grand Prix sedan 1991, och arrangerar även MotoGP.

Spaniens Grand Prix har inte samma tradition som i de övriga fyra stora västeuropeiska ländernas tävlingar, eller ens Belgiens och Monacos tävlingar. Faktum är att formel 1 länge hade svårt att få fotfäste i Spanien, och har körts på många banor med långa uppehåll mellan vissa tävlingar. Circuito Lasarte var tävlingens hem innan spanska inbördeskriget, och tävlingen kom att locka de tyska och italienska toppstallen, med flera kända segrare.
Efter att inbördeskriget och andra världskriget var över, kom Francos Spanien att vara isolerat från Grand Prix-sammanhang, och deltagande i det, med undantag för att Spaniens Grand Prix kördes 1951 och 1954 på Pedralbes. Från och med 1968 kom tävlingen att hållas årligen. Till en början kördes den vartannat år på Jarama utanför Madrid, och vartannat på Montjuïc Park i Barcelona. En tragisk olycka inträffade på Montjuïc 1975, när Rolf Stommelen kraschade efter att bakvingen flugit av bilen, vilket ledde till att fyra åskådare dog av skräpet. Efter det arrangerade Jarama tävlingen fram till 1981, året efter att tävlingen strukits från VM efter politiska bråk mellan stallen, vilket gjorde att Ferrari och Alfa Romeo bojkottade tävlingen.
Mellan 1986 och 1990 kördes tävlingen på Jerez i södra delen av landet, men banan hade vissa säkerhetsbrister, samt låg långt ifrån storstäderna, vilket ledde till att tävlingen flyttades till Circuit de Catalunya utanför Barcelona till 1991.
Barcelona arrangerar tävlingen årligen sedan dess, och kommer att göra så ända fram till 2015, efter att ha förlängt sitt kontrakt med formel 1 i samband med en mindre ombyggnad 2007. Dock är Barcelona ökänt för att det är oerhört svårt att köra om, och en stor del av utmaningen försvann med den senaste ombyggnaden, då två av banans snabbaste kurvor förvandlades till en långsam sektion med en chikan i mitten. Publikintresset har sedan Fernando Alonsos genombrott varit enormt, vilket lett till att läktarna varit fullsatta. Alonso är den enda spanjor som vunnit sin hemmatävling, efter att ha lett tävlingen 2006 från start till mål.
Spanien arrangerar även ett andra Grand Prix-lopp, då Europas Grand Prix från och med 2008 började hållas på Valencias gator. Banan är en av världens snabbaste stadsbanor, men även om kvaliteten på racingen troddes komma att bli hög, blev den en besvikelse, med knappt några omkörningar i tävlingens första två upplagor. Jerez har även arrangerat Europas Grand Prix 1994 och 1997, med en ökänd kollision mellan Michael Schumacher och Jacques Villeneuve som den mest omtalade händelsen. Det resulterade i att Villeneuve tog sig i mål och blev 1997 års världsmästare, medan Schumacher tvingades bryta, och blev sedan av med sin andraplats i VM på grund av att hans ansågs medvetet ha försökt krascha ut Villeneuve för att säkra VM-titeln.